# シモン・マリウス

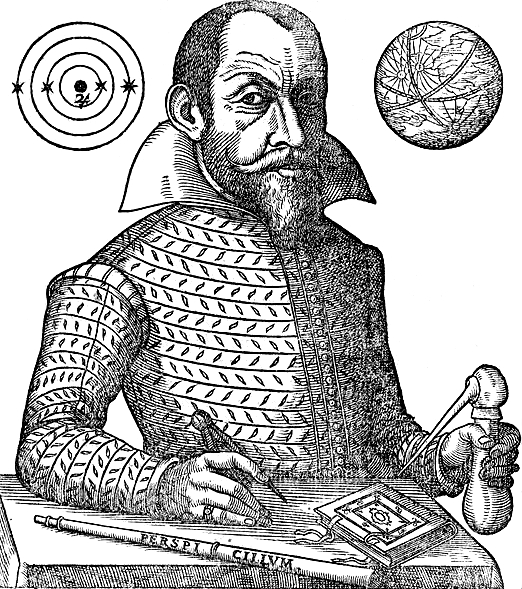
Simon Marius

シモン・マリウス（ラテン語名：Simon Marius、1573年1月10日 - 1624年12月26日）は、ドイツの天文学者・医師。ドイツ語名はジーモン・マイヤー（Simon Mayer）、または「グンツェンハウゼンのマイヤー」（Mayer von Gunzenhausen）ともいう。ガリレオと独立して木星の4つの衛星を発見したと主張していた。
ブランデンブルク＝アンスバッハ辺境伯領のグンツェンハウゼン出身。1596年の彗星を観測し、同地の主任数学者になった。1605年ころまでパドヴァ大学で医学を学んだ。
1610年ガリレオと同時期に望遠鏡で木星を観測した。1614年マリウスは『De Mundo Joviali』（木星の世界について）を著し、その中でガリレオよりも数日早く木星の主要な4つの衛星を発見したと主張した。これがガリレオとの論争となった。マリウスは同書において1609年の11月末から木星の衛星の観測を開始したと主張していたが、観測記録の日付は12月29日から始まっている。今日では、マリウスはユリウス暦を使用したと考えられており、これをグレゴリオ暦に換算すると翌年の1月8日になる。そのため、ガリレオが先に発見し、その数日後にマリウスが独立して発見したとされている。
木星のガリレオ衛星の名前は、マリウスが与えたものである。木星（ユピテル、ギリシア神話のゼウス）に侍っていることから、ギリシア神話からとったゼウスの愛人たちの名前が付けられた。
その他に、1612年にアンドロメダ銀河を観測したことでも知られる。